# Almenêches
Almenêches (uttal (fil)) är en kommun i departementet Orne i regionen Normandie i nordvästra Frankrike. Kommunen ligger i kantonen Mortrée som tillhör arrondissementet Argentan. År 2022 hade Almenêches 642 invånare.

## Befolkningsutveckling
Antalet invånare i kommunen Almenêches
| Referens: INSEE |